# Odoardo Beccari
Odoardo Beccari (Florència, 16 de novembre del 1843 - 25 d'octubre del 1920) va ser un naturalista italià conegut per haver descobert a Sumatra la planta Amorphophallus titanum, l'anomenada "flor més gran del món", el 1878.

## Biografia
Orfe a ben tendra edat, Beccari estudià a Lucca i a les universitats de Pisa (on va ser assistent del botànic Pietro Savi) i Bolonya (on estudià amb Antonio Bertoloni i feu amistat de per vida amb Giacomo Doria). Després de titular-s'hi, passà uns mesos al Reial Jardí Botànic de Kew, al devora de Londres, on conegué Charles Darwin, William i Joseph Hooker, a més de James Brooke, el primer rajah de Sarawak. Aquesta darrera coneixença el portà a passar tres anys -del 1865 al 1868- investigant a Sarawak, Brunei i altres illes de l'actual Malàisia i Nova Guinea; hi descobrí moltes espècies de palmeres.
De tornada a Itàlia a causa d'un greu episodi de malària, Beccari va fundar el Nuovo Giornale Botanico Italiano l'any 1869, i fou nomenat director del jardí botànic de Florència. Després d'una estada a Abissínia, tornà a Nova Guinea amb l'ornitòleg Luigi Maria d'Albertis el 1872. El 1878 fundà a Sumatra el "Corpse Plant ". Les seves col·leccions botàniques es conserven al Museo di Storia Naturale di Firenze. En homenatge a la seva obra, en porta el nom la revista botànica Beccariana de l'HerbariManokwariense, de la universitat de Negeri Papua (Unipa), Papua, Indonèsia.
Publicà diverses obres; la més coneguda, Nelle foreste di Borneo (1902) es traduí a diversos idiomes i el feu famós arreu del món. En botànica se'l cita com a autoritat taxonòmica amb l'abreviatura Becc.

## Obres selectes
- Malesia, raccolta d'osservazioni lese e papuano (en tres volums, Genova, Roma, Firenze: 1877-1889)
- Nelle Foreste di Borneo. Viaggi e ricerche di un naturalista (Firenze: S.Landi, 1902)
- Asiatic Palms (Annual Review of the Botanical Garden of Calcutta, v. XI, 1908-v. XIII, 1931-32)
- Palme del Madagascar descritte ed illustrate (1912)
- Contributo alla conoscenza della palma a olio (Elaeis guineensis) (1914)
- Malesia; raccolta di osservazioni botaniche intorno alle piante dell'arcipelago Indo-Malese e Papuano pubblicata da Odoardo Beccari, destinata principalmente a descrivere ed illustrare le piante da esso raccolte in quelle regioni durante i viaggi eseguiti dall'anno 1865 all'anno 1878 (1916)
- Nova Guinea, Selebes e Molucche. Diari di viaggio ordonati dal figlio Prof. Dott. Nello Beccari (La Voce, Firenze, 1924)

## Gènere iespèciesbatejats amb el nom de Beccari
Plantes:
- Beccarinda, un gènere de la família Gesneriaceae
- Beccariophoenix madagascariensis, coneguda com a "Palmera de Madagascar"
- Bulbophyllum beccarii, una orquídia
- Dacrydium beccarii, una conífera de la família Podocarpaceae
- Dryobalanops beccarii o Kapur Keladan, un arbre de la família Dipterocarpaceae
- Haplolobus beccarii, una planta de la família Burseraceae

Animals:
- Acanthopelma beccarii, una taràntula
- Conraua beccarii, una granota de la família Ranidae
- Crocidura beccarii, una musaranya